# 楚国银币
楚国银币，是指中国古代先秦时期楚国所铸行的银币，据出土文物分析，可能包括有银版、银铲币和银饼等形式。
银版和银饼是楚国在战国时期铸行的白银称量货币，郑家相《中国古代货币发展史》收录有一枚银版，呈长方曲版状，正面带有“郢爰”钤刻文字，相传为安徽省寿县出土:28；1963年湖北省江陵战国墓曾出土一枚包银箔的铅饼冥币，当是银饼的象征；《周金文存》收录有一枚银饼，相传为山东省出土，面有铭文:29。1978年，河南省扶沟县古城村出土18枚银铲币，可能是楚国货币:29。